# Zimella
Zimella ist eine nordostitalienische Gemeinde (comune) mit 4869 Einwohnern (Stand 31. Dezember 2023) in der Provinz Verona in Venetien. Die Gemeinde liegt etwa 32 Kilometer ostsüdöstlich von Verona am Guà. Der Verwaltungssitz der Gemeinde befindet sich nicht in der gleichnamigen Ortschaft, sondern im Ortsteil Santo Stefano. Zimella grenzt unmittelbar an die Provinz Vicenza und ist Teil der Unione Comunale Adige-Guà.

## Geschichte
In der Ortschaft Moranda befindet sich eine Nekropole aus dem dritten nachchristlichen Jahrhundert.

## Verkehr
Durch die Gemeinde führt die frühere Strada Statale 500 di Lonigo von Montecchio Maggiore nach Minerbe.